# ملابس جاهزة

ازياء وملابس تركية

ملابس جاهزة هي كلمة يقصد بها الملابس المصنعة والجاهزة للبيع كمنتج نهائي في أحجام موحدة.
وتختلف دلالات هذا المصطلح في مجالات الأزياء والملابس الكلاسيكية بحيث أنه في عالم المصممين وصناعة الأزياء إنتاج الملابس الجاهزة يهدف إلى أن ترتديها دون تغيير كبير، لأن الملابس المصنوعة من الأحجام القياسية تناسب جل الناس، كونها تستخدم أنماطاً قياسية، وتقنيات صناعية أسرع لإبقاء تكاليف الإنتاج منخفضة، بخلاف الملابس المفصلة من نفس النوع لمقاس أو قياس شخص معين حيث تكون باهضة التكلفة من حيث اليد العاملة والوقت.

## التاريخ
كانت بذور ما يطلق عليه الآن مصطلح ملابس جاهزة قد نشأت خلال النصف الأول من القرن العشرين. من خلال تراكم بعض التجارب والخبرات المتواضعة التي كانت تتخذ انتشارا لابأس به في بعض الأحيان دون أن تكون بنفس الإنتاج الضخم الذي ستعرفه في النصف الثاني من هذا القرن.
فبسبب التقدم التكنولوجي كانت الولايات المتحدة الأمريكية السباقة في نهج هذا الأسلوب الصناعي من خلال توحيد أحجام الزي العسكري للجيش الأمريكي خلال الحرب العالمية الأولى وذلك لتوفير وقت التصنيع من جهة وخفض تكاليف الإنتاج وسرعة ارتداء الجنود للباس من جهة أخرى. حيث عرفت هذه التقنية في ذلك الوقت ب "النسج أو النسيج"، وهو ما يطلق الآن على جميع صناعات الملابس.